# Jan Václav Zimmermann
Jan Václav Zimmermann (5. května 1788 Tomice – 27. srpna 1836 Praha) byl český katolický kněz, knihovník a cenzor, ale také autor náboženské a historické literatury. Do české literární historie se zapsal zejména nálezem rukopisu nazývaného Milostná píseň krále Václava, na jehož druhé straně je text shodný s básní Jelen, která je i součástí Rukopisu královédvorského.

## Život a působení
Jan Zimmermann (plným jménem Jan Nepomuk Václav Zimmermann, uváděný i jako Johann Wenzel nebo zkráceně J. W. Zimmermann) se narodil roku 1788 v Podhrázském mlýně v Tomicích u Votic jako syn mlynáře Václava Zimmermanna – narození je zapsáno dokonce ve dvou matrikách, jednou s příjmením ve tvaru Cimerman. V roce 1804 se v Tomicích narodil i jeho synovec Josef Václav Zimmermann, rovněž kněz, autor náboženské literatury a knih pro mládež, který zemřel roku 1877 v Českém Brodě. Josef Zimmermann je známý zejména jako autor české adaptace německého překladu dobrodružného románu anglického spisovatele Fredericka Marryata Kormidelník Vlnovský.
Jan Zimmermann vystudoval v Praze nejprve gymnázium, potom na Karlo-Ferdinandově univerzitě filozofii a teologii. V roce 1806 vstoupil do řádu Křižovníků s červenou hvězdou a stal se klášterním knihovníkem. Knězem byl vysvěcen v roce 1812 a potom krátce působil na faře na Starém Městě v Praze.
Jeho hlavním působištěm se ale po roce 1815 stala pražská Univerzitní knihovna, kde byl nejprve ustanoven skriptorem - měl na starosti výpůjční agendu a zpracovával katalogy českých, německých a latinských rukopisů. V roce 1819 tu údajně ve staré vazbě jakési knihy nalezl ústřižek pergamenu s Milostnou písní krále Václava a básní Jelen, která byla obsažena teké v krátce předtím nalezeném Rukopisu královédvorském.
V roce 1821 byl Jan Zimmermann ustanoven cenzorem českých knih a údajně, i když neoficiálně, cenzuroval také hebrejskou literaturu. Ve funkci cenzora se ovšem až příliš projevovala Zimmermannova snaha o loajalitu k rakouské monarchii a údajně i jeho odborná nekompetentnost, takže nebyl mezi českými spisovateli nijak oblíben a někdy se stával terčem posměchu. Je známo, že např. Máj Karla Hynka Máchy prošel Zimmermannovou cenzurou bez problémů, později ale nepovolil vydání románu Cikáni.
Vedle své funkce cenzora působil i jako knihovník v Univerzitní knihovně. Sám také napsal několik prací s historickými a teologickými náměty a pravidelně přispíval do Časopisu pro katolické duchovenstvo.
Zemřel 27. srpna 1836 ve věku 48 let na tyfus. Jeho nástupcem ve funkci cenzora byl pak v roce 1837 poněkud překvapivě jmenován Pavel Josef Šafařík.

## Dílo
Publikace Jana Václava Zimmermanna mají vesměs náboženský nebo historický charakter, některé byly psány česky, některé německy:
- Bohuslawa z Lobkowic a z Hasensteynu, list Panu Petrowi z Rosenberka, mjstodržjcýmu králowstwj Českého, o zpráwě zemské poslaný. 1818
- Přjběhowé králowstwj Českého zběhlj za panowánj slawné paměti Ferdynanda I. 1820
- Přjběhowé králowstwj Českého, zběhlj za panowánj slawné paměti Maximiliana II. 1822
- Památka stoleté Slawnosti Cjrkewnjho Swatořečenj swatého Jana Nepomuckého, u geho hrobu konané Léta Páně 1829. 1830
- Historisches Verzeichniss aller, in der k. Hauptstadt Prag aufgehobenen Klöster, Kirchen und Kapellen. 1831
- Diplomatische Geschichte der aufgehobenen Klöster, Kirchen und Kapellen in der königl. Haupstadt Prag. 1837